# Syphax Airlines

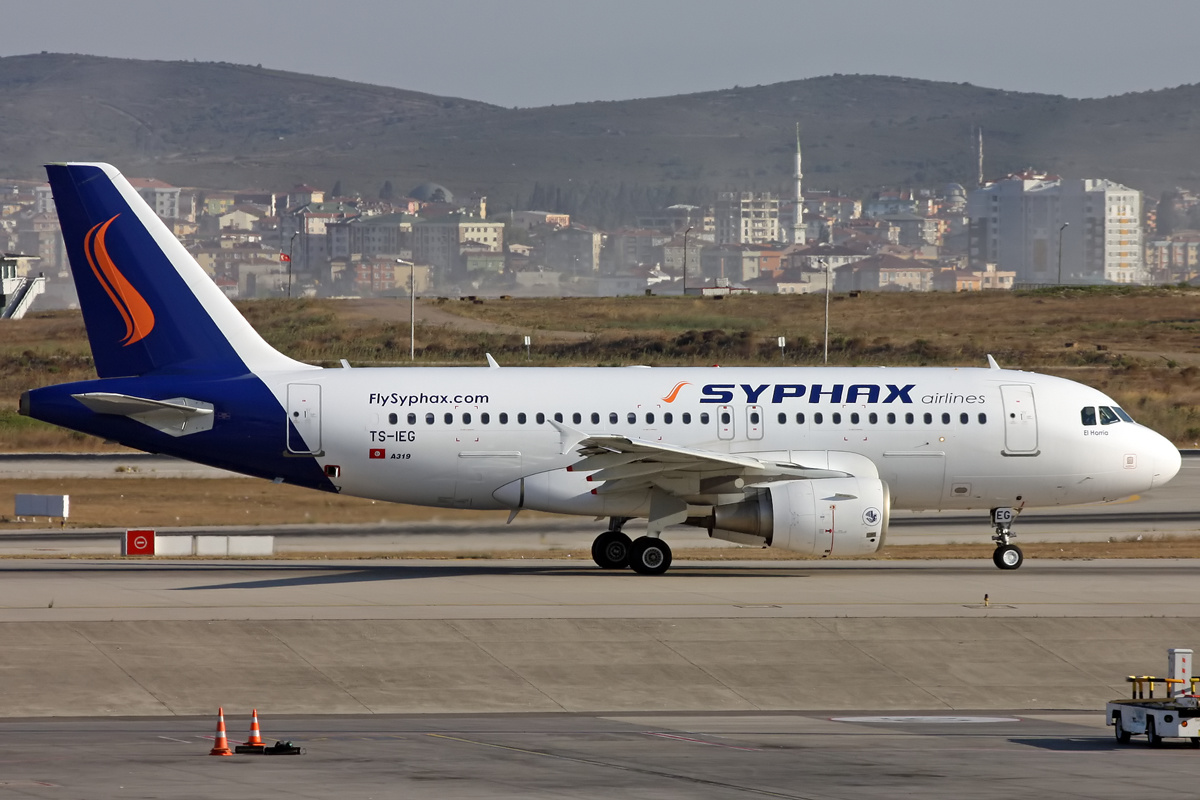
Airbus A319 авиакомпании Syphax Airlines

Syphax Airlines — тунисская авиакомпания со штаб-квартирой и хабом в аэропорту Сфакс—Тина.

## История
Авиакомпания была зарегистрирована как общество с ограниченной ответственностью в 2011 году предпринимателем Мохаммедом Фриха, основателем и генеральным директором Telnet Group, с капиталом в 10 миллионов динаров. Первоначально авиакомпания планировала выполнять рейсы только из Сфакса, но авиационные власти Туниса дали им разрешение на полёты из всех аэропортов Туниса. Первые регулярные рейсы были запущены 29 апреля 2012 года на двух самолётах типа Airbus A319. Несмотря на рост объёма услуг и числа пассажиров, авиакомпания понесла убытки в первый год работы.
В декабре 2012 года было объявлено о заключении договора о лизинге Airbus A330-200, самолёт был доставлен в июне 2013 года и начал использоваться на рейсах в Монреаль. Авиакомпания прекратила эксплуатацию этого типа в 2015 году, когда вернула самолёт лизингодателю. 15 января 2013 года авиакомпания заказала 3 самолёта Airbus A320neo и 3 Airbus A320 по прейскуранту около 600 миллионов долларов США с поставками, начинающимися с 2015 года. Заказы были отменены в июне и августе 2015 года соответственно из-за ухудшения финансового положения авиакомпании.
В июле 2015 года авиакомпания Syphax Airlines приостановила все операции, заявив о финансовых трудностях. Позже авиакомпания объявила о возобновлении деятельности после получения нового финансирования.
В сентябре 2018 года было объявлено, что авиакомпания возобновит свою деятельность весной 2019 года. Перевозчик взял в лизинг у Air Nostrum два своих бывших самолёта CRJ900ER для рейсов в течение зимнего сезона 2018/2019, в преддверии запуска собственных маршрутов в марте или апреле 2019 года. Перевозчик намерен выполнять рейсы из Джербы и Сфакса в Северную Африку и Европу, причём первыми пунктами назначения станут Париж и Тулуза. Авиакомпания также намерена приобрести узкофюзеляжные самолёты, чтобы ещё больше расширить свою маршрутную сеть в регионе.
Основатель Syphax Airlines, Мохаммед Фриха, заявил, что компания планирует начать работу в качестве оператора самолётов, взятых в мокрый лизинг, как только получит свой сертификат эксплуатанта. В январе 2019 года Министерство транспорта Туниса выдало авиакомпании новый сертификат эксплуатанта 3 января 2019 года. Было озвучено, что на начальном этапе два самолёта Bombardier CRJ900  авиакомпании будут летать от имени внешнего партнёра в Африке. Контракт на мокрый лизинг принесёт доход, пока авиакомпания завершает оформление документов на собственные перевозки — процесс, который, как ожидается, займёт около пяти месяцев. Затем начнутся регулярные рейсы под брендом Syphax Airlines, авиакомпания будет выполнять рейсы из Сфакса и Джербы в Алжир, Францию, Италию и Испанию.
В середине 2019 года, после получения сертификата эксплуатанта от Европейского агентства по безопасности полётов, авиакомпания начала деятельность.
В 2021 году авиакомпания заключила контракт с Tui Россия и СНГ на перевозку 50 000 туристов в 2022 году. В марте 2022 года авиакомпания получила первый Boeing 737-800.

## Флот
По данным на март 2022 года авиакомпания эксплуатирует следующие типы воздушных судов:
| Тип                | Количество | Мест    |
| ------------------ | ---------- | ------- |
| Bombardier CRJ-900 | 1          | Y90     |
| Boeing 737-800     | 1          | C20Y145 |